# Espès-Undurein
Espès-Undurein – miejscowość i gmina we Francji, w regionie Nowa Akwitania, w departamencie Pireneje Atlantyckie.
Według danych na rok 1990 gminę zamieszkiwały 522 osoby, a gęstość zaludnienia wynosiła 53 osób/km² (wśród 2290 gmin Akwitanii Espès-Undurein plasuje się na 697. miejscu pod względem liczby ludności, natomiast pod względem powierzchni na miejscu 1070.).